# Konventionen om metoder för fastställande av minimilöner
Konventionen om metoder för fastställande av minimilöner (ILO:s konvention nr 26 angående metoder för fastställande av minimilöner, Convention concerning the Creation of Minimum Wage-Fixing Machinery) är en konvention som antogs av Internationella arbetsorganisationen (ILO) den 16 juni 1928 i Genève. Konventionen uppmanar alla medlemsstater att införa regler om minimilöner. Konventionen består av 11 artiklar.

## Ratificering
Konventionen har ratificerats av 106 stater, varav en har sagt upp den i efterhand.